# 강태봉 (군인)

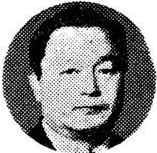
강태봉 예비역 육군 대령의 친형이자
군 시절 직속 상관이기도 한
예비역 육군 중장 강문봉 교수

강태봉(姜泰奉, 1926년 8월 6일~2016년 1월 4일)은 대한민국의 군인 출신 정치인이다. 충청북도 옥천군 군수 직책을 지냈다.

## 일생

### 주요 이력
본관(관향)은 진주(晉州)이고 호(號)는 경강(京江)·봉순(鳳旬)이다. 그는 육사 2기 출신으로 1963년 1월 9일 예비역 대한민국 육군 대령 전역한 군인 출신인데 1963년 1월 9일 군직 분야 은퇴 후 1968년 9월 30일에서부터 1971년 8월 21일까지 관선기 충청북도 옥천군 군수 직책을 지냈다.

### 생애
일제강점기 경성부에서 출생하여 지난날 한때 일제 강점기 경상남도 진주를 거쳐 일제 강점기 함경북도 길주에서 잠시 유아기를 보낸 적이 있는 그는 그 후 국민정부 시대 중화민국 만저우 지역 지린 성 룽징에 건너가 그곳에서 성장하였으며 지난날 한때 일본 유학을 하여 일본 다이쇼 대학교 불교학과를 다니던 중 일본의 패망 사태를 동반한 조선국 8·15 광복 도래로 인하여 일본 다이쇼 대학교 불교학과를 중퇴한 후 귀국하여 대한민국 육군사관학교 2기로 임관하였다.
그의 형인 강문봉 예비역 대한민국 육군 중장은 대한민국 국군 창군 주역의 일원이었으며 그도 형 강문봉처럼 군인의 길을 걷고자 육사 2기로 임관하여 그 후 강원도 춘천 육군 제2군단 예하 연대장 재직하던 중 1963년 1월 9일을 기하여 대한민국 육군 대령 예편하였다.
1968년 9월 30일에서부터 1971년 8월 21일까지 관선기 충청북도 옥천군 군수 직책을 지낸 후 행정공직 분야에서 전격 은퇴한 그는 훗날 1990년 10월 21일에 미국으로 건너갔다.
그 후 미국 텍사스주 오스틴에서 별세한 그의 유해는 대한민국 국립 대전현충원에 안장되어 있다. 

### 학력
- 일본 다이쇼 대학교 불교학과 중퇴
- 대한민국 육군사관학교 2기
- 대한민국 통위부 보병학교 졸업
- 대한민국 조선경비보병학교 졸업
- 대한민국 육군보병학교 졸업
- 대한민국 육군포병학교 졸업
- 대한민국 육군대학 졸업
- 대한민국 국방대학교 행정학사 5기(1960년)